# Dolina ślepa
Dolina ślepa (zamknięta) to dolina utworzona w skałach nierozpuszczalnych przylegających do skał rozpuszczalnych. Dolina ta powstaje przy współudziale procesów fluwialnych i procesów denudacyjnych w skałach nierozpuszczalnych, a rzeka, która formowała dolinę, po wpłynięciu na obszar zbudowany ze skał krasowiejących gubi swe wody i odpływa pod ziemią, dlatego dolina ślepa nie ma przedłużenia i jest zamknięta ścianą zbudowaną ze skał krasowiejących. 